# Delphine Seyrig
Delphine Seyrig (Beirut, 10 de abril de 1932 - París, 15 de octubre de 1990) fue una actriz, videorrealizadora y activista feminista francesa, conocida especialmente como actriz por sus papeles en El año pasado en Marienbad, Baisers volés y El discreto encanto de la burguesía. En 1982, fundó junto a Carole Roussopoulos y Ioana Wieder el Centro audiovisual Simone de Beauvoir en París. 

## Biografía
Nacida en Beirut el 10 de abril de 1932 en el seno de una familia intelectual francesa. Su madre, Hermine de Saussure, era una estudiosa de la filosofía de Rousseau, sobrina del lingüista suizo Ferdinand de Saussure. Su padre era el reconocido arqueólogo Henri Seyrig, director general de Antigüedades en Siria y en Líbano que llegó a ser director de los Museos de Francia. Su casa era frecuentada por ilustres invitados como el pintor Fernand Léger, André Breton o Lévi-Strauss.
Pasó su infancia en varios países; estuvo escolarizada en el Líbano, en el Collège Protestant Français y continuó como interna en el Colegio Cévenol (1947-1950). Llegó a Francia en 1952 y empezó a estudiar arte dramático con Pierre Bertin y Tania Balachova.  

### Trayectoria cinematográfica
A los veinte años consiguió su primer papel en L'Amour en papier de Louis Ducreux. Debutó en el centro Dramático Nacional del Este y posteriormente en la Comédie de Saint-Etienne. Pronto se trasladó a Estados Unidos donde perfeccionó su estilo interpretativo durante tres años en el Actor's Studio. 
Su debut en el cine fue con la película ligada a la cultura underground Pull My Daisy, de Robert Frank manifiesto de la generación beat rodado en 1959 narrado por Jack Kerouac y en la que participaron Allen Ginsberg o Gregory Corso.
Alain Resnais la descubrió durante su viaje a Nueva York en la primavera de 1959, cuando ella actuaba en la obra de Ibsen, Un enemigo del pueblo. En 1960, vuelve a París, actuando en Un mois à la campagne, de Iván Turguéniev bajo la dirección de André Barsacq en el Théâtre de l'Atelier. Alain Resnais la dirigió en El año pasado en Marienbad (1961) que será un gran éxito y dará a Delphine Seyrig notoriedad e imagen de sofisticación y de actriz de vanguardia.
Alain Resnais le confiará en 1963 el rol de Helena Aughain en Muriel (Muriel ou le temps d'un retour).
En teatro, interpretó obras de Jean-Claude Carrière (L'Aide-Mémoire), Harold Pinter (La Collection, L'Amant), Peter Handke (La Chevauchée sur le lac de Constance), además de realizar diversos trabajos bajo la dirección de André Barsacq y de Claude Régy.

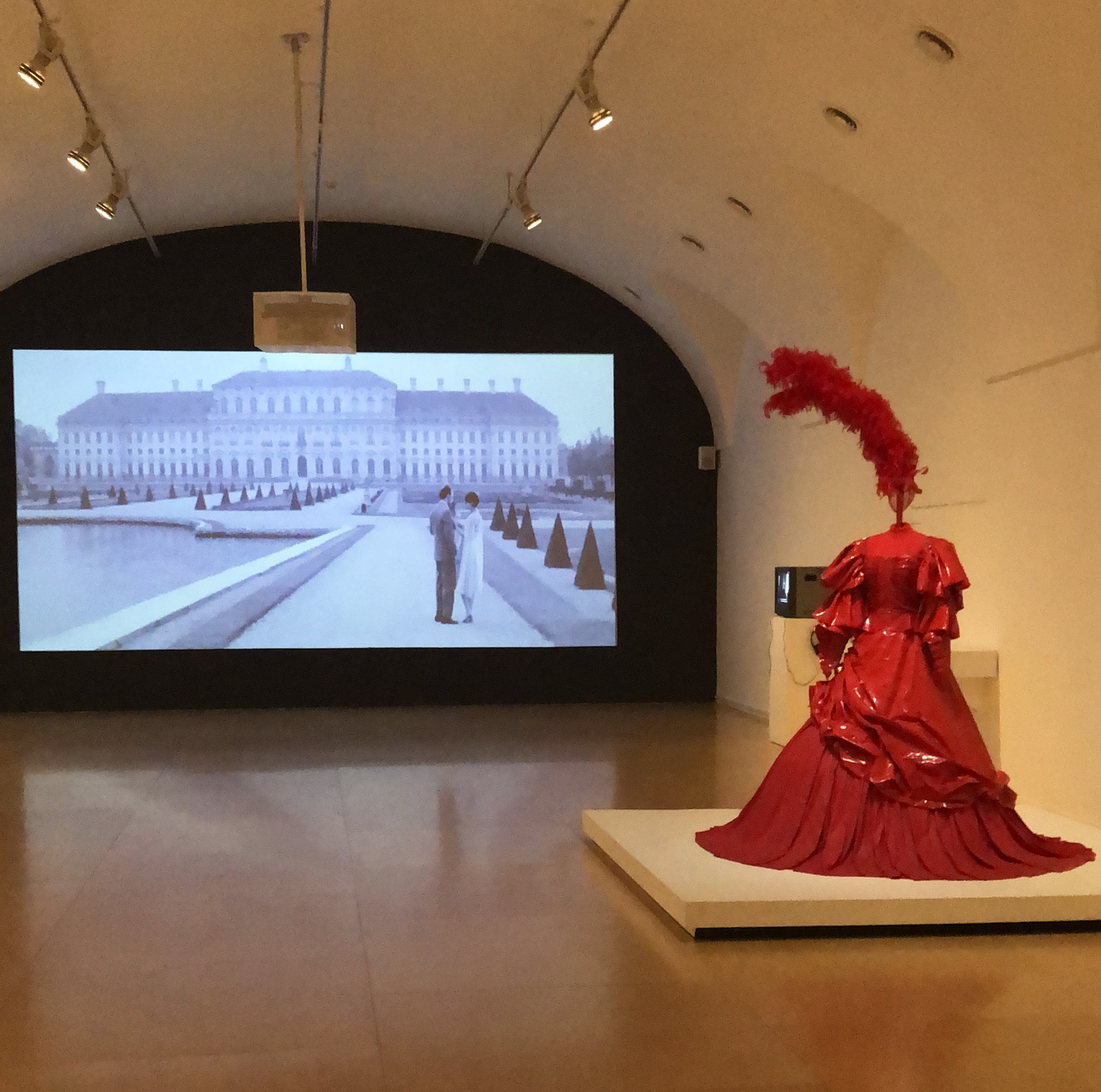
Exposición "Musas insumisas. Delphine Seyrig y los colectivos de vídeo feminista en Francia en los 70 y 80" Museo Reina Sofía de Madrid (25 de septiembre de 2019 - 23 de marzo de 2020) Vestido utilizado por Delphine Seyrig en la película Freak Orlando' de Ulrike Ottinger

En cine trabajó con destacados cineastas como: William Klein (Qui êtes-vous, Polly Maggoo?, 1966 y Mister Freedom, 1968) ; Marguerite Duras (La Musica, 1966, India Song, 1975 y Baxter, Vera Baxter, 1977) ; Joseph Losey (Accident, 1967) ; Jacques Demy (Peau d'Âne, 1970) ; François Truffaut, (Besos robados),  Luis Buñuel (La Vía Láctea, 1969 y El discreto encanto de la burguesía, 1972) ; Chantal Akerman (Jeanne Dielman, 23 quai du Commerce, 1080 Bruxelles, 1975). Compartió reparto con Sami Frey en la película  Le Journal d'un suicidé de Stanislav Stanojevic, seleccionada en Cannes y Venecia en 1972.
Consideró que trabajar en varios films dirigidos por directoras de cine como Chantal Akerman, Ulrike Ottinger, Marguerite Duras, Agnès Varda o Liliane de Kermadec le permitió manifestar su dotes teatrales y experimentar papeles femeninos que nunca antes habían sido retratados en el cine en las propuestas realizadas por los directores masculinos. «El cine de mujeres, del cual Seyrig es una figura crucial, permitió que una variedad diversa de papeles femeninos finalmente existiera en la pantalla».
Falleció el 15 de octubre de 1990 de un cáncer de pulmón.

### Trayectoria activista feminista
Delphine Seyrig es también conocida como activista feminista junto a Marguerite Duras. Fue una de las firmantes del manifiesto de las 343 en 1971 y se posicionó a favor de los derechos de las mujeres en el Sois belle et tais-toi. Su encuentro con el movimiento feminista fue un punto de inflexión tanto en su evolución personal como profesional interesándose especialmente en trabajar con directoras. Fue por ello que junto a Carole Roussopoulos, Ioana Wieder y Nadja Ringart  crearon el colectivo Les Insoumuses (Las Insumusas) para producir trabajos en vídeo que acompañaran su activismo en el seno del Movimiento de Liberación de las Mujeres.
La primera demostración de cómo se realizaba un aborto por el Método de Karman tuvo lugar en su apartamento en agosto de 1972 ante la presencia de militantes del MLF y de Pierre Jouannet, con el médico Harvey Karman, psicólogo y activista por la libertad del aborto en California desde los años 50. Quiso romper su figura de musa explorando el feminismo detrás de la cámara y aprovechando la versatilidad de una nueva herramienta: el vídeo.

Ella simboliza una posición central en la red de cuestiones que tienen que ver con la cultura visual en general, con la historia del cine, con la cuestión de la performatividad del género como actriz, pero también con la cuestión del activismo y de cómo abordar el uso de la cámara como algo que actúa dentro del activismo, no como algo que está ahí solo para documentar desde un punto de vista externo, sino como algo capaz de participar de la lucha.
Nataša Petrešin-Bachelez y Giovanna Zapperi sobre la obra de Delphine Seyrig, entrevista realizada por la Radio del Museo Reina Sofía.

Aprendió la técnica en 1974 con Carole Roussopoulos y convirtieron sus trabajos de vídeo en un útil modo de expresión de las luchas feministas. Realizaron varios documentos entre ellos Scum Manifesto (1976), Maso et Miso vont en bateau (con Ioana Wieder y Nadja Ringart, 1976) y Sois belle et tais-toi ! (1981) un documental con Seyrig (directora) y Roussopoulos (cámara) en el que una veintena de actrices francesas, inglesas y estadounidenses cuentan su situación y cómo son tratadas las mujeres en el mundo del cine. Entre las actrices entrevistadas se encuentran Maria Schneider y Jane Fonda.  
En 1982, fundó junto a Carole Roussopoulos y Ioana Wieder el Centro audiovisual Simone de Beauvoir.

## Vida personal
En 1950 se casó con el pintor estadounidense Jack Youngerman con el que en 1956 tuvo un hijo: Duncan Youngerman, dedicado a la música.
Fue el amor no correspondido de Michael Lonsdale durante toda la vida de este, quien nunca se casó justamente por esa razón.

## Filmografía
- 1959: Pull My Daisy de Robert Frank y Alfred Leslie como Beltiane, la mujer de Milo.
- 1961: L'année dernière à Marienbad de Alain Resnais en el papel de una mujer.
- 1961: Béjart de François Weyergans - documental, voz -
- 1963: Muriel ou le temps d'un retour de Alain Resnais:  Hélène Aughain.
- 1965: Qui donc a rêvé ? de Liliane de Kermadec.
- 1966: Qui êtes-vous, Polly Maggoo? de William Klein como una redactora.
- 1966: Comédie de Marin Karmitz.
- 1967: Accident de Joseph Losey, en el papel de  Francesca.
- 1967: La Musica de Marguerite Duras y Paul Séban en el papel de  Ella.
- 1968: L'Écume des jours de Charles Belmont, como récitante.
- 1968: Baisers volés de François Truffaut en el papel de Fabienne Tabard.
- 1969: El vientre de la ballena de Julian Pablo.
- 1969: Mr. Freedom de William Klein, como Marie-Madeleine.
- 1969: La Vía Láctea de Luis Buñuel, en el papel de la prostituta.
- 1970: Le Lys dans la vallée de Marcel Cravenne: Madame de Mortsauf
- 1970: Piel de asno de Jacques Demy: El hada de los lilas
- 1971: Les Lèvres rouges (Daughters of darkness) de Harry Kümel: la Condesa Bathory
- 1971: Primer año de Patricio Guzmán - documental, voz -
- 1971: Le Journal d'un suicidé de Stanislav Stanojevic: La intérprete
- 1972: El discreto encanto de la burguesía de Luis Buñuel: Simone Thévenot
- 1973: The Day of the Jackal de Fred Zinnemann: Colette
- 1973: Casa de muñecas (A Doll's House) de Joseph Losey: Kristine Linde
- 1974: Le Jardin qui bascule de Guy Gilles: Kate
- 1974: Contre une poignée de diamants (The Black Windmill) de Don Siegel: Ceil Burrows
- 1974: Dites-le avec des fleurs de Pierre Grimblat: Françoise Berger, la madre
- 1974: Le Cri du coeur de Claude Lallemand
- 1974: Le dernier cri - (Der letzte schrei) de Robert von Ackeren
- 1974: L'Atelier de Patrick de Mervelec - documental -
- 1975: Le Boucher, la Star et l'Orpheline de Jérôme Savary: la viuda
- 1975: Aloïse de Liliane de Kermadec: Aloïse adulta
- 1975: Der Letzte Schrei de Robert van Ackeren: Simone
- 1975: Jeanne Dielman, 23 quai du Commerce, 1080 Bruxelles de Chantal Akerman: Jeanne Dielman
- 1975: India Song de Marguerite Duras : Anne-Marie Stretter
- 1976: Son nom de Venise dans Calcutta désert de Marguerite Duras
- 1976: Caro Michele de Mario Monicelli
- 1977: Baxter, Vera Baxter de Marguerite Duras: L'inconnue
- 1977: Je t'aime, tu danses de François Weyergans
- 1977: Repérages de Michel Soutter: Julie
- 1979: Útközben - En cours de route de Márta Mészáros: Barbara
- 1980: Le Chemin perdu de Patricia Moraz: Mathilde Schwarz
- 1980: Le petit pommier de Liliane de Kermadec
- 1980: Freak Orlando de Ulrike Ottinger
- 1980: Chère inconnue de Moshé Mizrahi: Yvette
- 1981: Documentaire de Agnès Varda - voz -
- 1983: Le Grain de sable de Pomme Meffre: Solange
- 1984: Dorian Gray im Spiegel der Boulevardpresse de Ulrike Ottinger
- 1985: Grosse de Brigitte Roüan
- 1986: Golden Eighties de Chantal Akerman: Jeanne
- 1987: Sieben frauen-Sieben todsünden / Seven womaen-seven sins de Ulrike Ottinger en Pride
- 1988: Letters home de Chantal Akerman
- 1989: Johanna d'Arc of Mongolia d' Ulrike Ottinger: Lady Windermere

## Teatro
- 1952 : L'Amour en papier de Louis Ducreux
- 1952 : Le Jardin du Roi de Pierre Devaux
- 1953 : Tessa, la nymphe au cœur fidèle de Jean Giraudoux
- 1953 : Le Mariage de Figaro de Beaumarchais
- 1953 : La Tempête de William Shakespeare
- 1954 : Ondine de Jean Giraudoux
- 1955 : Un mari idéal de Oscar Wilde
- 1961 : La Mouette de Anton Chejov
- 1962 : On ne sait comment de Luigi Pirandello
- 1963 : Le Complexe de Philémon de Jean Bernard-Luc
- 1963 : Un mois à la campagne de Iván Turguénev
- 1964 : Cet animal étrange de Gabriel Arout
- 1965 : La Collection y L’Amant de Harold Pinter
- 1966 : La prochaine fois je vous le chanterai de James Saunders
- 1966 : Se trouver de Luigi Pirandello
- 1967 : Rosencrantz et Guildenstern sont morts de Tom Stoppard
- 1968 : L'Aide-mémoire de Jean-Claude Carrière
- 1969 : Le Jardin des délices de Fernando Arrabal
- 1971 : C'était hier de Harold Pinter
- 1974 : La Chevauchée sur le lac de Constance de Peter Handke
- 1981 : La Bête dans la jungle de Henry James,
- 1982 : Sarah et le cri de la langouste de John Murrell
- 1984 : Letters home de Sylvia Plath
- 1987 : Un jardin en désordre de Alan Ayckbourn

### Realizadora
- 1975 : Maso et Miso vont en bateau, codirigida con Nadja Ringart, Carole Roussopoulos y Ioana Wieder
- 1976 : SCUM Manifesto, codirigida junto a Carole Roussopoulos
- 1977 : Il ne fait pas chaud, codirigida con Carole Roussopoulos, Ioana Wieder y Nadja Ringart
- 1981 : Sois belle et tais-toi
- 1987 : Pour mémoire (cortometraje)

## Documentales póstumos
En 2009 Carole Roussopoulos, pocos meses antes de morir, decidió hacer un documental que mostrara la colaboración entre ambas. No pudo terminarlo, y en 2018 Callisto McNulty retomó la idea con el documental Delphine et Carole, Les Insoumuses estrenado en la Berlinale y programado después en el festival de San Sebastián en su sección Zabaltegi - Tabakalera.

## Premios y distinciones
Festival Internacional de Cine de Venecia
| Año  | Categoría                    | Película | Resultado |
| ---- | ---------------------------- | -------- | --------- |
| 1963 | Copa Volpi a la mejor actriz | Muriel   | Ganadora  |